# SN 1999bd
SN 1999bd – supernowa typu II odkryta 19 lutego 1999 roku w galaktyce A093029+1626. W momencie odkrycia miała maksymalną jasność 17,70m.